# 송순
송순(宋純, 1493년 ∼ 1583년)은 조선의 문신이다. 본관은 신평, 자는 수초, 호는 면앙이다. 전라도 담양 출신이다.

## 생애
송순(宋純) 1493년(성종 24) 11월 14일 전라도 담양도호부 기곡면 상덕리 기촌마을(현 전라남도 담양군 봉산면 기곡리 상덕마을)에서 아버지 송태(宋泰)와 어머니 순창 조씨  사이에서 3남 2녀 중 장남으로 태어났다. 어려서 송흠과 박상 문하에 출입하고, 능주 현감 송세림에게도 수학하였다.
1513년(중종 8) 21세 때 진사시에 합격하였다. 1519년(중종 14)년 27세 때 별시 문과에 급제하여 승문원권지 부정자가 되었다. 이 해에 기묘사화가 일어나 조광조 세력이 숙청되던 시기이다.
1520년(중종 15) 호당(湖堂)에 들어가 사가독서(賜暇讀書)를 하였다. 1524년(중종 19) 세자시강원설서(世子侍講院說書)가 되었다.
1526년(중종 21) 인종 때의 대학자인 하서 김인후가 찾아와 배움을 청하였다. 1527년(중종 22) 사간원정언이 되었다. 1533년(중종 28) 김안로(金安老)가 권세를 잡자 귀향하여 면앙정(俛仰亭)을 짓고 시를 읊으며 지냈다.
1537년(중종 32) 홍문관 부응교에 제수되고, 다시 사헌부 집의에 올랐다. 이어 홍문관 부제학, 충청도 어사 등을 지냈다. 1539년(중종 34) 승정원 우부승지에 올라 4월에 명나라의 요동도사(遼東都司)가 오자 선위사가 되어 서행(西行)하였다.
그 뒤 경상도관찰사·사간원 대사간 등의 요직을 거쳐으나, 50세 되던 해인 1542년(중종 37) 윤원형과 황헌(黃憲) 등에 의하여 전라도관찰사에 좌천 되었다가 이듬해 2월에 이임했다.
1545년(명종 즉위년) 을사사화가 일어나 윤원형등의 세력에 의해 많은 사림들이 화를 입자 「상춘가(傷春歌)」를 지어 애도하였다.
1547년(명종 2) 동지중추부사에 제수되어 『중종실록』 편찬에 참여하였다. 그해 5월에 주문사로 북경에 다녀와 개성부유수가 되었다.
1550년(명종 5) 대사헌·이조참판이 되었으나, 진복창(陳福昌)과 이기(李芑) 등에 의하여 사론(邪論)을 편다는 죄목으로 구수담, 허자 등과 함께 탄핵을 받아 충청도 서천으로 귀양 갔다가 이듬해 1551년 11월 11일 풀려났다.
1553년(명종 8) 3월 선산도호부사에 제수되었으며, 면앙정을 중건하고, 회갑연을 열었는데 김인후·임억령·박순·고경명 등이 시를 지어 헌정하였다.
1558년(명종 13) 전주부윤에 제수 되었으나, 1560년(명종 15)에 병으로 사직 하였다. 1561년(명종 16) 나주목사에 제수 되었으며, 이후 형조참판에 올랐다. 1562년(명종 17) 70세의 나이로 기로소(耆老所)에 들어갔다.
1568년(선조 1) 한성부 우윤에 제수되고, 1569년(선조 2) 한성부 판윤에 초배 되었다가, 바로 의정부 우참찬으로 제수 되었으나, 병으로 사임하고 낙향 하였다.
1570년 10월 기대승이 찾아와 인사를 하고 면앙정기(俛仰亭記)를 지었다. 1571년(선조 4) 자헌대부 의정부 우참찬으로 『명종실록』 편찬관 명단에 이름을 올렸다. 
1579년(선조 12) 87세에 면앙정에서 회방연이 열렸는데, 송강 정철의 제안으로 헌납 고경명, 정언 임제와 함께 송순을 태운 대나무 가마를 메고 내려 왔다. 그 뒤를 각 고을 수령과 사람들이 따르며 모두 감탄하며 부러워하였다. 1583년에 91세에 별세했다.
만년에 관직에서 물러나 향리 전라도 담양에 석림정사와 면앙정을 짓고 독서와 시조를 지으며 여생을 지냈다. 강호가도(江湖歌道)의 선구자이며 저서로 《면앙집》 《기촌집》 등이 있다.
문하 인사로는 김인후·임형수·노진·박순·기대승·고경명·정철·임제 등이 있다.

## 같이 보기
- 송희경 - 송순의 고조부
- 면앙정가
- 박상
- 김인후
- 박순
- 기대승
- 고경명
- 정철
- 임제
- 면앙정 - 전라남도 기념물 제6호

## 참고 자료
1. ↑  고조부 금산 군수 노송당(老松堂) 송희경(宋希璟) 때 담양으로 내려왔다고 전한다.
2. ↑  문과 시험도 취소해야 한다고 했는데, 송순의 답안지는 주제와 내용이 맞다고 하였다.
3. ↑  관직 생활이 50년에 이른다.
4. ↑  과거 급제 60주년 기념 축하연
5. ↑  『담양부지』에 수찬 정철의 제안으로 헌납 고경명, 교리 기대승, 정언 임제와 함께 송순을 태운 대나무 가마를 메고 내려 왔다고 기록하고 있는데, 기대승(1527~1572)은 오류이다.